# Исчезновение (фильм, 1988)
«Исчезновение» (нидерл. Spoorloos, досл. «Бесследный») — французско-нидерландский психологический триллер, снятый в 1988 году режиссёром Георгом Слёйзером. Во французском прокате шёл под названием L’Homme Qui Voulait Savoir («Человек, который хотел знать»). Экранизация повести Тима Краббе «Золотое яйцо» (1984).

## Сюжет
Влюблённые Рекс и Саския отправляются на каникулы во Францию. По дороге Саския рассказывает Рексу о странном сне, который ей приснился накануне: будто она находится внутри золотого яйца и боится, что оно разобьётся. Когда они проезжают через туннель, в баке заканчивается бензин. Они добираются до бензоколонки, где Саския заходит в магазин за напитками и бесследно пропадает.
На протяжении трёх лет Рекс занимается поисками Саскии, отталкиваясь от размытой фотографии, которую ему удалось сделать на бензоколонке: там видно, что Саския вышла из магазина с каким-то человеком. Ему снится тот же сон про золотое яйцо, что и Саскии перед исчезновением. Поиски Саскии превращаются для него в одержимость. Осознавая это, Рекса бросает его новая подруга.
Между тем за поисками Рекса с интересом наблюдает Раймон, француз из города Ним, — тот самый человек, который похитил Саскию три года назад. Он понимает, что основным мотивом Рекса является желание докопаться до истины, разъяснить свербящую его загадку, а не жажда мести или желание вернуть Саскию. Раймон выходит на связь с Рексом и раскрывает ему мотивы, толкнувшие его на преступление. Это было в первую очередь желание познать глубину зла, таящегося в человеческой природе. Раймон, будучи социопатом, скрывается под маской добропорядочного человека, любящего отца и хорошего семьянина, что типично для таких людей, все его ходы тщательно просчитаны и отрепетированы, а какое-либо сожаление или чувство вины за содеянное в принципе отсутствуют. Отсутствие каких-либо доказательств вины Раймона, который заранее определил, что по имеющейся у Рекса фотографии его невозможно узнать, не позволяет тому отдать его в руки правосудия и таким образом узнать правду. Поэтому помочь всё выяснить может только сам Раймон.
Раймон обещает Рексу, что он узнает, что случилось с девушкой, если выпьет чашку кофе со снотворным и повторит тот же путь, что и она три года назад. После мучительных колебаний Рекс поддаётся своему болезненному любопытству. Он выпивает кофе и засыпает, а, очнувшись, обнаруживает, что заживо похоронен в могиле. Такова, видимо, была и судьба его любимой.

## В ролях
- Бернар-Пьер Доннадьё — Раймон Леморн
- Жене Бервутс — Рекс Хофман
- Йоханна тер Стееге — Саския Вагтер
- Гвен Экхаус — Лиенеке
- Бернадетт Ле Саше — Симона Леморн

## Оценки
Фильм вызвал шок и восхищение кинокритиков и был награждён высшей наградой Нидерландского кинофестиваля. Особенно много комплиментов выпало на долю режиссёра, который сумел усложнить сюжетную линию повести и усилить драматический эффект концовки. Актриса, сыгравшая Саскию, получила награду Европейской киноакадемии и была приглашена продолжить карьеру в Голливуде.
В 1991 году фильм вышел в ограниченный прокат в США. В кинопрессе обращалось внимание не только на правдоподобность трёх главных героев и на психологическую реалистичность ситуаций, но и на отход режиссёра от свойственных жанру клише: убийца и большая часть подробностей преступления становятся известны зрителю в первые же минуты просмотра, в кадре практически отсутствует насилие.

За непродолжительную роль Саскии актриса Йохана тер Стееге получила награду Европейской киноакадемии.

Фаустовская тема развита в фильме таким образом, чтобы продемонстрировать гибельность неуёмной погони за знанием — причём как для Рекса, так и для Раймона. Наиболее счастливыми представлены в фильме те, кто вообще ничего не знает о происходящем (семья Раймона).

## Ремейк
В 1993 году Слёйзер снял американский ремейк «Исчезновения», который провалился в прокате и получил смешанные отзывы прессы. Связано это с отказом от неизбежной, но оттого не менее шокирующей развязки и c тем, что сюжетные линии из жизни убийцы и Рекса в этой версии не выявляются постепенно, а с первых кадров идут бок о бок.